# Inspectah Deck
Inspectah Deck (polgári nevén Jason Hunter, 1970. július 6., Bronx) amerikai rapper, a Wu-Tang Clan rapcsoport egyik tagja. Staten Island-en nőtt fel. Első lemeze 1999-ben jelent meg Uncontrolled Substance címmel. 2003-ban The Movement néven második albuma is megjelent. Harmadik lemeze Manifesto címmel mutatkozott be 2010-ben. 2019 júliusában jelent meg jelenleg az utolsó, Chamber No. 9 névre keresztelt albuma. 

## Önálló albumok
- Uncontrolled Substance (1999)
- The Movement (2003)
- Manifesto (2010)
- Chamber No. 9 (2019)

## Társas (kollaboratív) albumok
- Czarface (2013)
- Every Hero Needs a Villain (2015)
- A Fistful of Peril (2016)

## "Mixtape"-ek
- The Resident Patient (2006)